# Bislim Bajgora
Bislim Kadri Bajgora (ur. 1880 w Mitrowicy, zm. 1 marca 1947 tamże) – albański żandarm i działacz Balli Kombëtar, kolaborant.

## Życiorys
Na początku II wojny światowej mieszkał w Gjirokastrze. Zaangażował się w zbrojną działalność w albańskim ruchu oporu, dowodząc albańskimi partyzantami w bitwach przeciwko czetnikom, które miały miejsce pod Kolašinem (1941) oraz Novim Pazarem (1943); obie były wygrane przez stronę albańską.
W lutym 1944 oddziały Bislima Bajgory aresztowały dwóch komunistycznych partyzantów: Jugosłowianina Miladina Popovicia oraz Albańczyka Vasila Shanto. Pierwszy z nich został jednak uwolniony, drugi natomiast zabity; powodem pozbawienia życia Shanto był fakt, że ten zabił Adema Boletiniego – syna Isy.

## Upamiętnienie
Jego imieniem nazwano szkołę oraz ulice w kilku miastach, m.in. w Mitrowicy.

## Życie prywatne
Miał córkę Miradiję.